# Paroisse Hillsboro

Paroisse Hillsboro est une paroisse dans le comté de Queens sur l'Île-du-Prince-Édouard, au Canada.
Elle contient les cantons suivants:
- Lot 29
- Lot 30
- Lot 31
- Lot 65